# Stazione di Carrara San Martino
Stazione di Carrara San Martino 1969-ben bezárt vasútállomás Olaszországban, Carrara településen.

## Vasútvonalak
Az állomást az alábbi vasútvonalak érintették:
- Avenza–Carrara-vasútvonal
- Carrara Private Marble-vasútvonal

## Kapcsolódó állomások
A vasútállomáshoz az alábbi állomások vannak a legközelebb:
- Stazione di Carrara Monterosso
- stazione di Carrara-Avenza